# 布津新田駅
布津新田駅（ふつしんでんえき）は、長崎県南島原市布津町大崎にあった島原鉄道島原鉄道線の駅（廃駅）である。

## 歴史
- 1929年（昭和4年）5月17日：口之津鉄道の駅として開業。開業当初から停留場。
- 1943年（昭和18年）7月1日：会社合併により、島原鉄道の駅となる。
- 1985年（昭和60年）7月：新待合室竣工。
- 2008年（平成20年）4月1日：島原外港 - 加津佐間の廃線により、廃駅となる。

## 駅構造
単式ホーム1面1線を有する地上駅。駅舎はなく待合室のみが設置されている。無人駅。

## 利用状況
営業最終年度である2007年度の年間乗車人員は5,291人、降車人員は6,141人であった。
| 年度               | 年間 乗車人員 | 年間 降車人員 |
| ------------------ | ------------- | ------------- |
| 1997年（平成09年） | 6,947         | 7,142         |
| 1998年（平成10年） | 5,768         | 5,933         |
| 1999年（平成11年） | 7,356         | 7,083         |
| 2000年（平成12年） | 9,059         | 9,162         |
| 2001年（平成13年） | 10,601        | 10,514        |
| 2002年（平成14年） | 12,759        | 12,758        |
| 2003年（平成15年） | 11,886        | 11,865        |
| 2004年（平成16年） | 9,772         | 9,564         |
| 2005年（平成17年） | 9,315         | 9,354         |
| 2006年（平成18年） | 7,451         | 7,302         |
| 2007年（平成19年） | 5,291         | 6,141         |

## 駅周辺
住宅はやや多い。
- 国道251号

## 隣の駅
島原鉄道
島原鉄道線
深江駅 - 布津新田駅 - 布津駅